# CLS (платёжная система)
Платёжная система CLS (англ. continuous linked settlement) представляет собой международную систему конверсионных валютных операций. Данная платёжная система создана ведущими дилерами валютного рынка (так называемая «Большая двадцатка») в 1997 году и представляет собой один расчётный банк — CLS Bank. В 1999 году CLS Bank получил от американских властей лицензию, которая позволила ему проводить операции на валютном рынке. С ноября 2002 года акционерами CLS Bank стали 67 крупных финансовых институтов из семнадцати стран мира.

## Статус CLS
Центральные банки многих стран активно поддержали инициативу создания подобного банка для международных расчётов. В поддержку выступили также Европейский центральный банк и Банк международных расчетов. Банк является американским кредитным учреждением с особым статусом, находящимся под совместным наблюдением ФРС и центральных банков других стран.
По своей сути Bank CLS представляет собой платежную систему, обеспечивающую мультивалютный неттинг. Главной задачей, решаемой с помощью создания подобного расчётного центра, явилось устранение херштаттского риска на FOREX. Риск устраняется с помощью принципа «платёж против платежа» (payment-versus-payment — PvP). Расчет по одной валюте проводится исключительно в том случае, если одновременно урегулируется расчет по второй валюте. CLS Bank выступает третьей стороной сделки, которой участники рынка доверяют проведение расчётов.
Банк начал функционировать 9 сентября 2002 года. Первоначально он обслуживал расчёты по семи ведущим валютам: доллару США, евро, японской иене, британскому фунту стерлингов, швейцарскому франку, канадскому и австралийскому долларам. Позднее к ним присоединились шведская, норвежская и датская кроны, гонконгский, новозеландский и сингапурский доллары, а также израильский шекель, южноафриканский ранд, южнокорейская вона, мексиканский песо, венгерский форинт.

## Порядок расчётов через банк CLS
Особенностью расчётов через CLS является то, что в отличие от традиционной схемы межбанковских корреспондентских отношений, в которой контрагенты по сделке переводят друг другу проданные валюты через свои банки-корреспонденты, контрагенты, использующие данную платёжную систему, осуществляют расчёты по своим сделкам через счета специализированного расчетного учреждения по конверсионным операциям — CLS Bank. Действуя по принципу PvP (платёж против платежа), CLS Bank осуществляет выплату купленной валюты только в случае получения проданной валюты. Данный механизм практически полностью устраняет риск потери основной суммы сделки.
Учредители банка имеют мультивалютный счёт в CLS Bank и они напрямую посылают банку инструкции о проведении расчётов по сделкам, которые незамедлительно выполняются. Все остальные пользователи системы вынуждены проводить расчёты через участников, имеющих счета в CLS банке. Для каждой валюты время совершения обменных операций указано по местному времени валюты. Платежи через банк проходят в несколько этапов. В 00:00 по центральному европейскому времени (CET) дилеры посылают в CLS Bank подробные инструкции о проведении расчетов. В 06:30 CET на основании инструкций CLS Bank рассчитывает нетто-позицию игроков по каждой валюте и рассылает всем дилерам таблицы запланированных платежей. С 07:00 по 12:00 CET банк проводит все расчеты.
В течение операционного дня CLS Bank может пользоваться услугами семи национальных RTGS-систем. В Австралии расчеты осуществляются в течение специальной вечерней сессии. Платежи между членами-пользователями и CLS Bank проводятся на нетто-основе, а между банком и участниками расчетов — на брутто-основе.

## Опыт работы платёжной системы CLS
Согласно данным Банка международных расчётов, на долю CLS приходится более 55 % всех международных конверсионных операций с иностранной валютой. В среднем CLS ежедневно производит расчет по 579 тысячам конверсионных операций на общую сумму 3,3 трлн долларов США. В 2008 году CLS впервые за всю свою историю осуществила более чем 142 млн конверсионных операций на общую сумму 1 квадриллион долларов США.

## Клиринговые валюты CLS
Сначала в системе производились операции с семью валютами, с 16 ноября 2015 года их стало восемнадцать:
1. Доллар США
2. Евро
3. Британский фунт
4. Японская иена
5. Швейцарский франк
6. Канадский доллар
7. Австралийский доллар
8. Шведская крона (с сентября 2003 года)
9. Датская крона (также)
10. Норвежская крона (=)
11. Сингапурский доллар (=)
12. Гонконгский доллар (с декабря 2004)
13. Южнокорейская вона (так же)
14. Новозеландский доллар (=)
15. Южноафриканский ранд (=)
16. Мексиканский песо (с мая 2008)
17. Израильский новый шекель (с мая 2008)[6]
18. Венгерский форинт (с ноября 2015)[7][8]

## Россия и система CLS
Российский Центробанк на данный момент выступает за включение рубля в систему CLS. Сторонники такого включения отмечают, что именно присоединение к этой системе сделает рубль полностью конвертируемым, что позволит без каких-либо сложностей использовать рублевые карточки за границей с минимальной комиссией за обмен.
Сроки присоединения рубля к системе CLS пока неизвестны. Присоединение ЦБ РФ к системе CLS также может незначительно повысить масштабы движения спекулятивного капитала через границы РФ и несколько увеличить волатильность на валютных рынках в рамках модели «плавающего» российского рубля — в обмен на существенное удешевление стоимости международных рублевых транзакций.
В случае реализации программы ЦБ РФ станет 19-м центробанком, представленным в системе, обеспечивающим расчеты в российских рублях, наряду с фактическим управляющим системой Федеральным резервным банком Нью-Йорка (расчетный банк CLS) и 17 центробанками и монетарными агентствами мира. При этом ЦБ РФ должен выполнять обеспечение неттинга по расчетам в системе CLS в российском законодательстве и возможность открытия у себя рублевых счетов нерезидентов. ЦБ РФ действует в рамках плана по созданию в Москве международного финансового центра и присоединения России к ОЭСР.
В июле 2011 года российский банк ВТБ присоединился к клиринговой системе CLS. При этом до присоединения России к CLS ВТБ работает через провайдера — банк JPMorgan Chase.
В ноябре 2011 года Центробанк РФ обозначил идею превратить рубль в 18-ю по счету валюту CLS официальной задачей регулятора на 2012 год.
18 апреля 2014 г. Правительство России одобрило законопроект о национальной платежной системе (НПС)
22 сентября 2014 года CLS отложила включение рубля в список валют системы, запланированное на ноябрь. Точная дата включения рубля в систему пока неизвестна, однако обозначен 2015 год.
Подготовка рубля ко вхождению в CLS продолжается. 30 октября 2014 года система открыла счёт в Центральном банке РФ.